# Бондар Владислав Миколайович
Владислав Миколайович Бондар (нар. 24 березня 2000, Іллічівськ) — український футболіст, півзахисник.

## Життєпис
У ДЮФЛУ виступав за «Бастіон» (Ілічівськ) та «Маріуполь».
Починаючи з сезону 2017/18 років виступав за юнацьку (U-19) команду «приазовців», а вже наступного сезону дебютував у молодіжній команді клубу. За першу команду «Маріуполя» вперше зіграв 1 грудня 2019 року в нічийному (1:1) домашньому поєдинку 16-го туру Прем'єр-ліги проти донецького «Шахтаря». Владислав вийшов на поле на 88-ій хвилині, замінивши Іллю Путрю. Цей матч так і залишився єдиним для юного півзахисника у футболці «приазовців».
Наприкінці вересня 2020 року перейшов до «Авангарду». У футболці краматорського клубу дебютував 26 вересня 2020 року в нічийному (1:1) виїзному поєдинку 4-го туру Першої ліги України проти тернопільської «Ниви». Владислав вийшов на поле на 70-ій хвилині, замінивши Тимура Пограничного. Наприкінці вересня — у жовтні 2020 року зіграв 5 матчів у Першій лізі України. Наприкінці лютого 2021 року залишив «Авангард» та перейшов у «Поділля». Але в складі хмельницького клубу так і не зіграв жодного офіційного матчу, а в середині березня 2021 року залишив «Поділля».